# Ратаннатх Саршар
Ратаннатх Саршар (*1846 —1903) — індійський письменник, журналіст, викладач, перекладач на мову урду часів Британської Індії.

## Життєпис
Походив з родини кашмірських пандитів (релігійних вчителів). У 1850 році залишився сиротою. Згодом перебрався до Лакнау, де здобув ґрунтовну освіту, зокрема вивчив арабську, перську, англійську мови. Першу відомість здобуває як дописувач у газету «Ауд Акхбар», у 1878 році стає її редактором. Тоді ж починає писати романи. У 1880-х роках як перекладач працює при Високому суді Алахабаду. У 1895 році перебирається до Хайдарабаду, де стає редактором газети «Дабадах Хайдарабад». З часом приохотився до алкоголю, від часу зрештою й помер у 1903 році.

## Творчість
У його творчості позначилося поєднання традицій Лакнауської літературної школи, європейської літератури та просвітницької публіцистики Саїда Ахмада. У доробку Саршара романи «Поїздка в Гори», «Кубок Саршара», «Камені», але найкращим і найвідомішим є роман «Повість про Азад» (1879 рік). У романі парадоксально поєднуються авантюрно-пригодницький сюжет і етнографічний натуралізм, опис побутових подробиць й вдач Лакнау і його мешканців. Поряд з умовно-схематичним зображенням головного героя Азада і його слуги Ходжі часто виникають живі образи другорядних персонажів.